# Фигероа, Брэндон
Брэндон Ли Фигероа (англ. Brandon Lee Figueroa; род. 29 декабря 1996, Уэслико, Техас) — американский боксёр-профессионал, выступающий во второй легчайшей (до 55,3 кг) и в полулёгкой весовой категории (до 57,1 кг). Бывший чемпион мира по версиям WBC (2024—2025) в полулёгком весе. Бывший чемпион мира по версии WBC (2021) и бывший регулярный чемпион WBA (2021) во второй легчайшем весе.
Лучшая позиция по рейтингу BoxRec — 5-я (июль 2025), и является 2-м (после Стивена Фултона) среди американских боксёров полулегковесов, а по рейтингам основных международных боксёрских организаций занимает: 3-ю строку рейтинга WBC, 5-ю строку рейтинга WBA — уверенно входя в ТОП-5 лучших боксеров в полулёгком весе.

## Биография
Брэндон родился в мексиканской семье из Тамаулипаса, Мексика и является младшим братом бывшего чемпиона WBC в лёгком весе Омара Фигероа.

### Профессиональная карьера

#### Первый объединительный бой с Стивеном Фултоном
27 ноября 2021 года Брэндон Фигероа встретился с американцем Стивеном Фултоном (20-0). Фигероа выбрасывал больше ударов, и работал первым номером. Поединок, преимущественно проходил на дальней и ближних дистанциях. Фултон был более точен в попаданиях, но суммарное количество выброшенных и точных ударов было на стороне Брэндона Фигероа. Поединок дошёл до судейского решения, в котором спорную и неубедительную победу одержал Стивен Фултон. Фигероа с решением не согласился.
Бой с Джоэтом Гонсалесом
19 июля 2025 года в со-главном событии вечера бокса Мэнни Пакьяо - Марио Барриос в Лас-Вегасе провел бой по линии WBA с многократным претендентом Джоэтом Гонсалесом. Бой между 5 и 7-м местом в рейтинге получил отборочный статус. Гонсалес сразу сделал очковый задел и сходу выиграл первые раунды 3-4 раунда. Он был лучше на ногах, работал по корпусу и он был значительно точней в ударах. С 5-го раунда Фигероа обострил бой за счёт ещё большего количества ударов и серийной работы. Это выровняло бой. В концовке Фигероа ещё больше активизировался забрав последние чемпионские раунды. Конкурентный бой закончился решением: 116—112, 115—113 и 116—112 в пользу Брэндона.

## Таблица профессиональных выступлений
В таблице перечислены результаты всех поединков боксёров.
В каждой строке указан результат поединка. Дополнительно номер поединка обозначен цветом, который обозначает итог поединка. Расшифровка обозначений и цветов представлена в нижеследующей таблице.
| Пример | Расшифровка                     |
| ------ | ------------------------------- |
|        | Победа                          |
|        | Ничья                           |
|        | Поражение                       |
|        | Планируемый поединок            |
|        | Поединок признан несостоявшимся |
| КО     | Нокаут                          |
| ТКО    | Технический нокаут              |
| PTS    | Решение судей (по очкам)        |
| UD     | Единогласное решение судей      |
| MD     | Решение большинства судей       |
| SD     | Раздельное решение судей        |
| RTD    | Отказ от продолжения боя        |
| DQ     | Дисквалификация                 |
| NC     | Поединок признан несостоявшимся |

| 29  | 26-2-1 | 19 июля 2025   | Джоэт Гонсалес (27-4)    | Grand Garden Arena, Лас-Вегас, Невада, США | (12)            | Отборочный бой по версии WBA в полулёгком весе. Счёт судей: 116-112, 115-113 и 116-112                                 |
| 28  | 25-2-1 | 1 февраля 2025 | Стивен Фултон (2) (22-1) | T-Mobile Arena, Лас-Вегас, США             | UD 12           | Бой за титул чемпиона мира по версии WBC (1-я защита Фигероа) в полулёгком весе. Счёт судей: 111-117, 112-116, 112-116 |
| 27  | 25-1-1 | 4 мая 2024     | Джесси Магдалено (29-2)  | T-Mobile Arena, Лас-Вегас, США             | KO 9 (12), 2:59 | Бой за титул временного чемпиона мира по версии WBC (2-я защита Фигероа) в полулёгком весе.                            |
| Бой | Рекорд | Дата           | Соперник                 | Место проведения                           | Результат       | Примечание |